# 卢阿莫图
8°36′34″S 179°05′57″E / 8.6095°S 179.0991°E

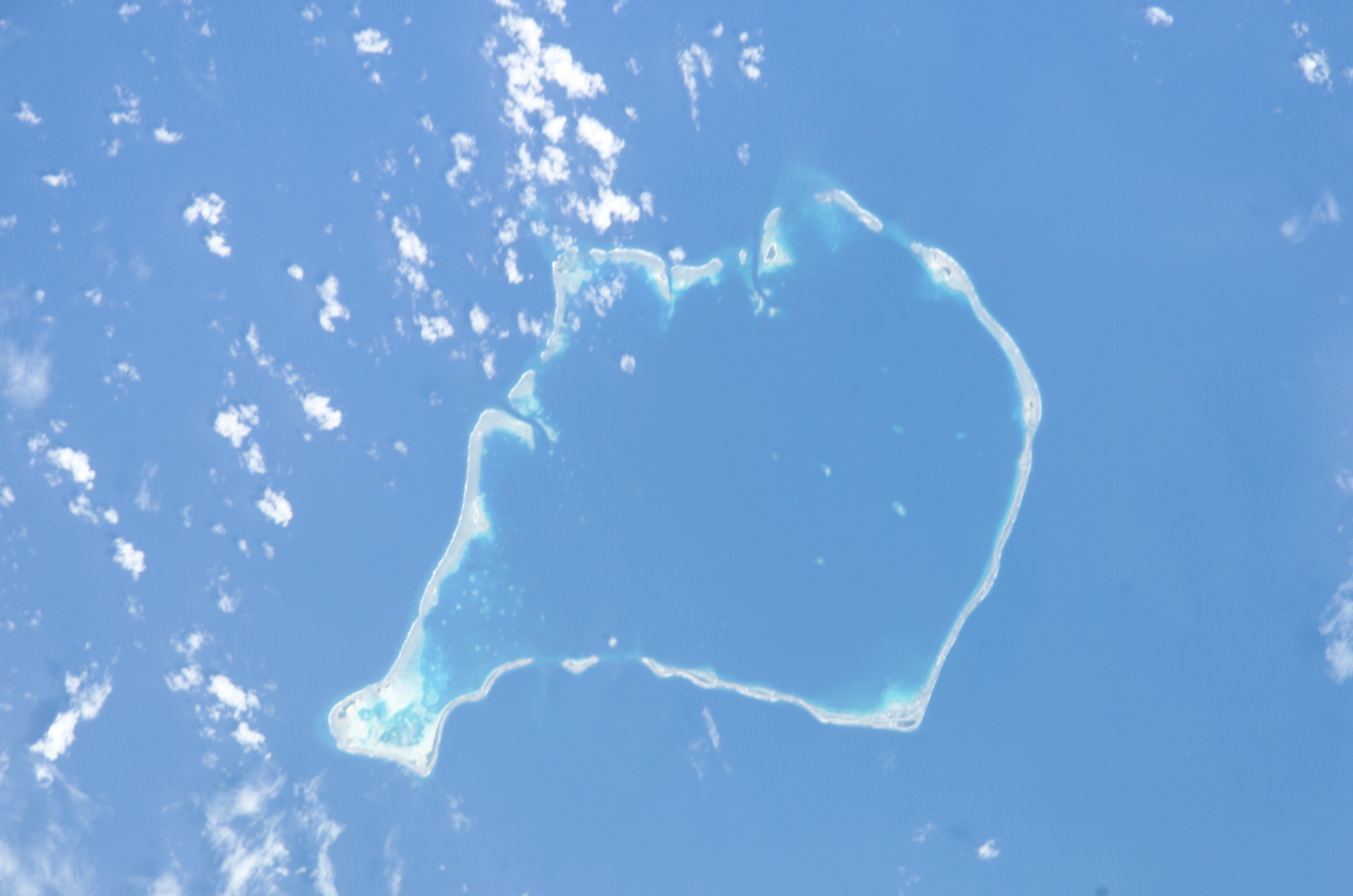
富納富提全圖

卢阿莫图（英語：Luamotu Isle）是一個位於吐瓦魯首都富納富提的一座珊瑚礁島嶼。該島嶼的海岸线正在被侵蚀。該珊瑚礁形成於全新世中期。